# Ptinus constrictus
Ptinus constrictus là một loài bọ cánh cứng trong họ Ptinidae. Loài này được Blatchley miêu tả khoa học năm 1922.